# Otto Bache

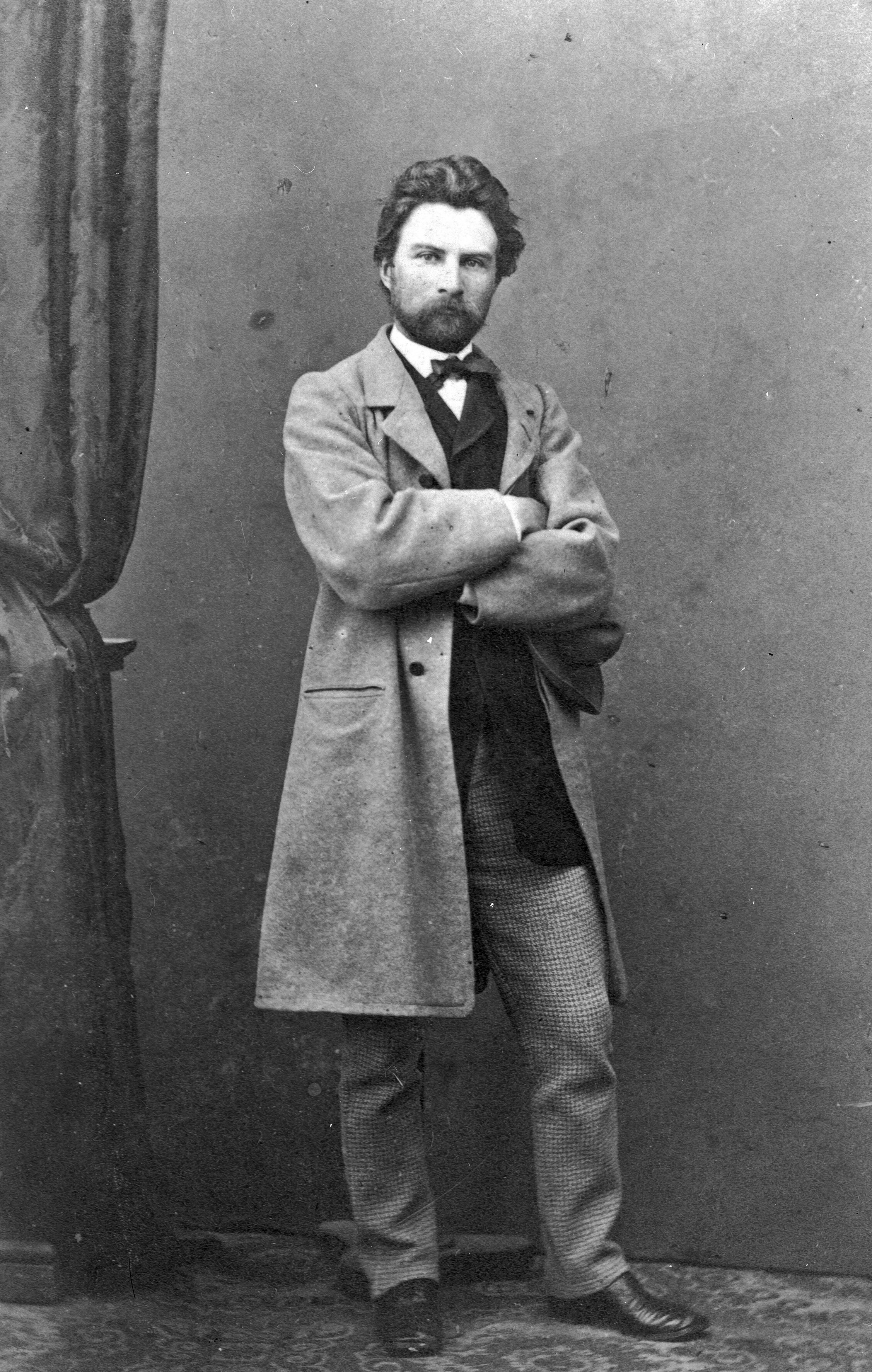
Otto Bache, 1868

Otto Bache (* 21. August 1839 in Roskilde; † 28. Juni 1927 in Kopenhagen) war ein dänischer Maler, der vornehmlich als Tier-, Porträt- und Historienmaler tätig war.

## Leben
Otto Bache begann 1849 als Zehnjähriger sein Studium an der Königlich Dänischen Kunstakademie in Kopenhagen, wo er ab 1854 bei Wilhelm Marstrand studierte, aber die Ausbildung 1856 vorzeitig abbrach. Trotzdem gewann er 1857 die große Silbermedaille der Königlichen Akademie. 1866 bekam er ein Reisestipendium und verbrachte zwei Jahre im Ausland, zuerst in Paris, wo er den französischen Realismus studierte, und danach in Italien, wo er Venedig, Florenz, Pompeji und Rom besuchte.
Nach seiner Heimkehr 1868 heiratete er Clara Charlotte Elise Haagensen (1846–1927). Er widmete sich in den nächsten Jahren erfolgreich der Porträt- und Tiermalerei. 1872 wurde er Mitglied in der Königlichen Kunstakademie, 1878 zum Professor ernannt. In den 1880er Jahren wandte er sich auch der Historienmalerei zu, nachdem er Bestellungen für das Dänische Nationalhistorische Museum Frederiksborg und vom Königshaus bekommen hatte. Ende der 1870er Jahre war Thorvald Niss Schüler in Baches Atelier.
1890, 1896 und 1905 wurde er jeweils für eine dreijährige Amtsperiode zum Direktor der Königlichen Dänischen Kunstakademie gewählt, wobei er in der dritten Periode nach einem Jahr 1906 aufgrund einer Auseinandersetzung mit dem dänischen Kulturminister Enevold Sørensen vom Amt zurücktrat, und in den Zwischenjahren (1893–1896 und 1889–1902) sowie 1908 zum Vizedirektor.

## Werke
Von 1856 bis 1923 stellte Otto Bache etwa 200 Werke aus. Seine Gemälde sind heute u. a. in der Dänischen Nationalgalerie, im Dänischen Nationalhistorischen Museum Frederiksborg, im Schwedischen Nationalmuseum und in der Schottischen Nationalgalerie zu finden. Zu seinen bekanntesten Werken zählen:

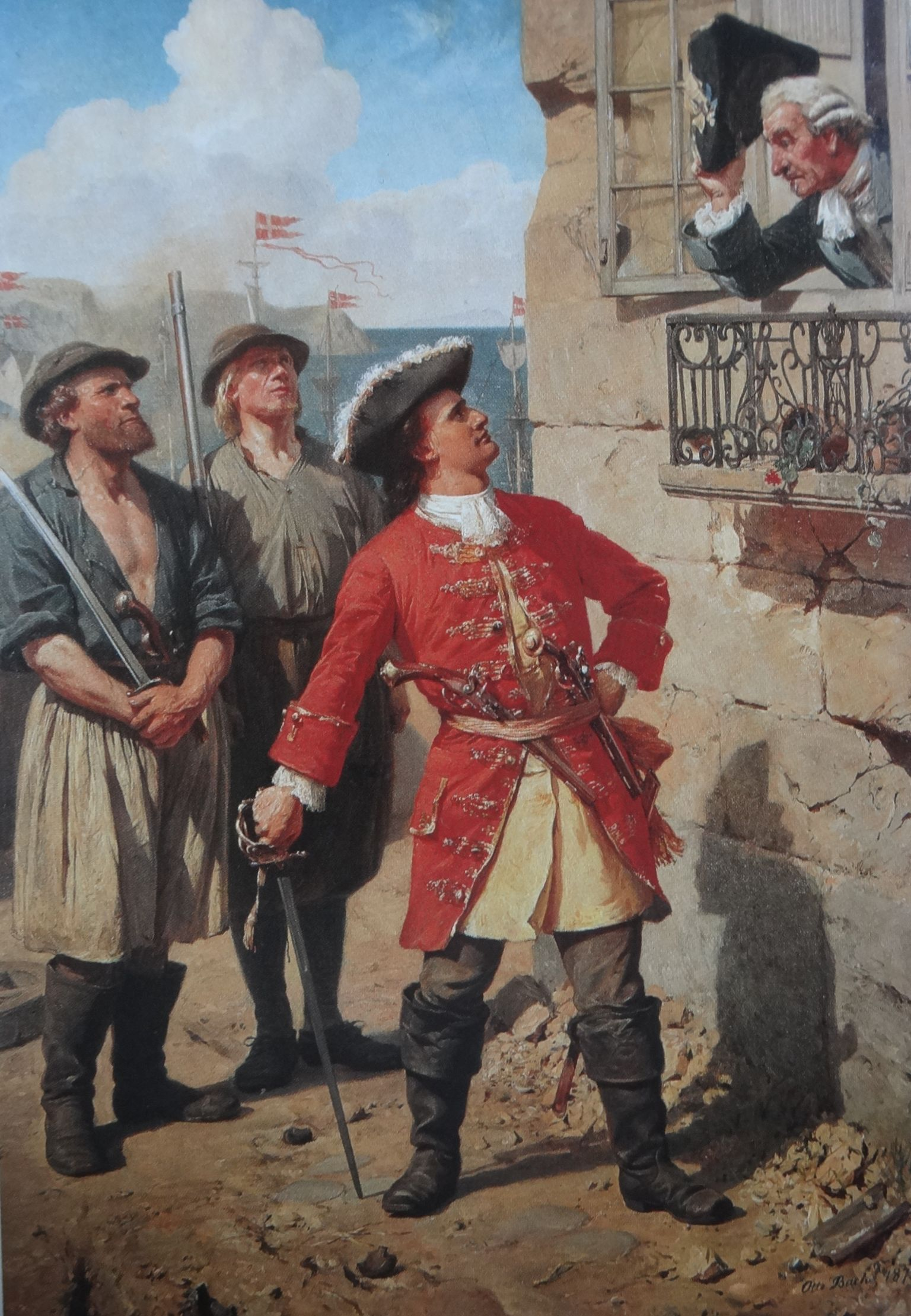
Tordenskjold i Marstrand, 1875, (Odense Bys Museer).
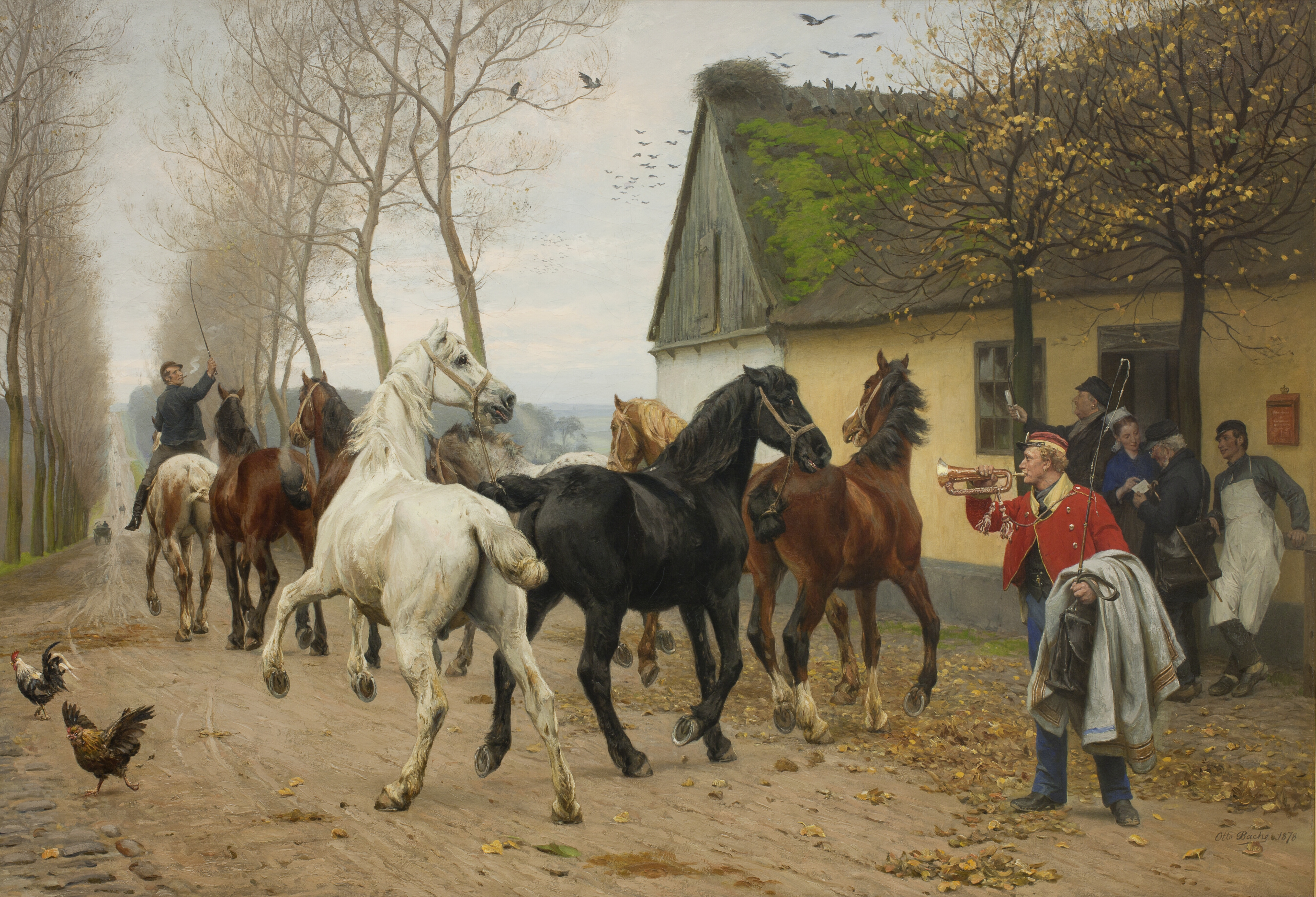
Eine Koppel Pferde vor dem Gasthaus Lindenborg, 1878 (Königliche Privatsammlung).
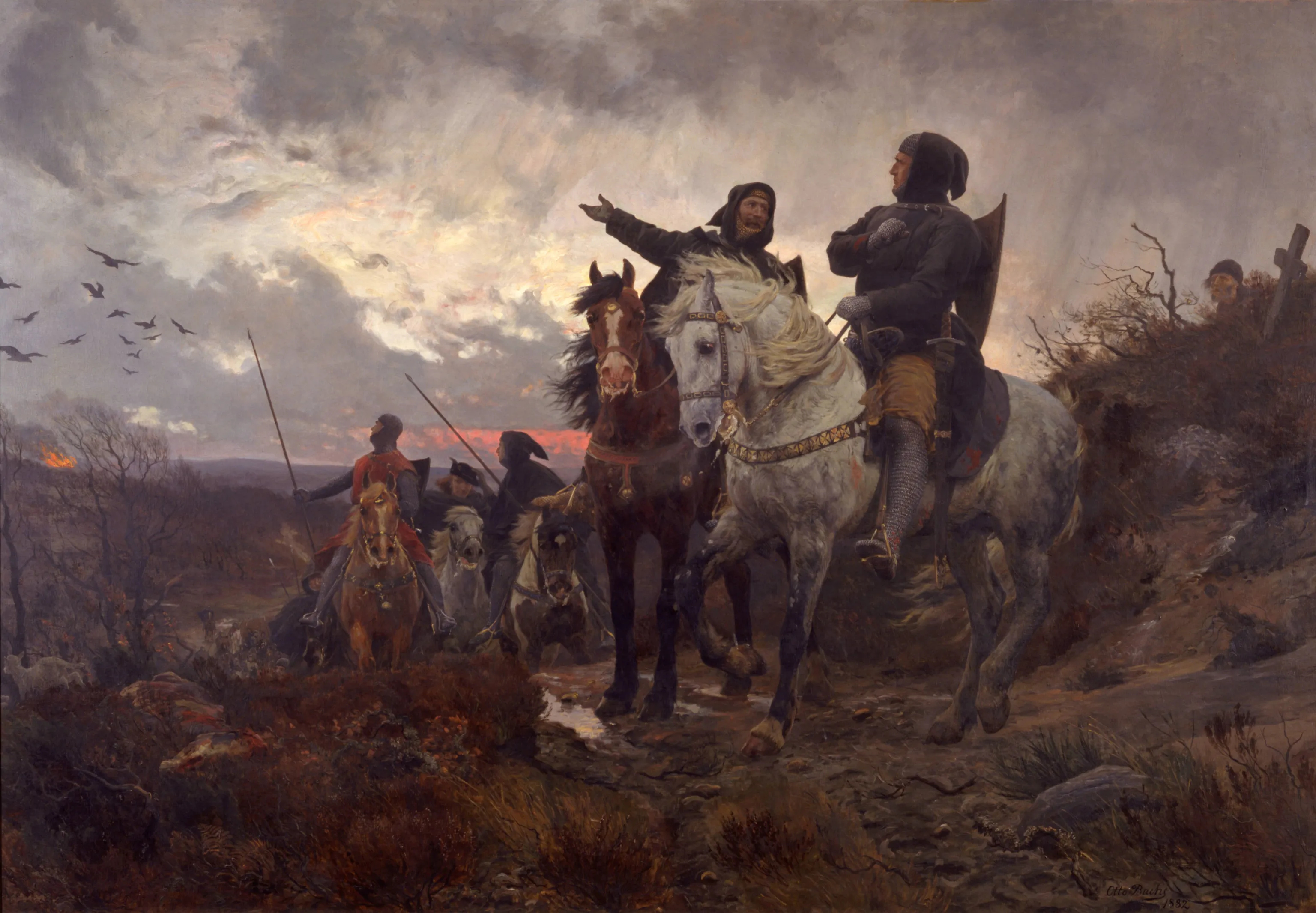
Die Verschwörer reiten von Finderup nach dem Mord an Erik Klipping 1286, 1882, (Nationalhistorisches Museum Frederiksborg).
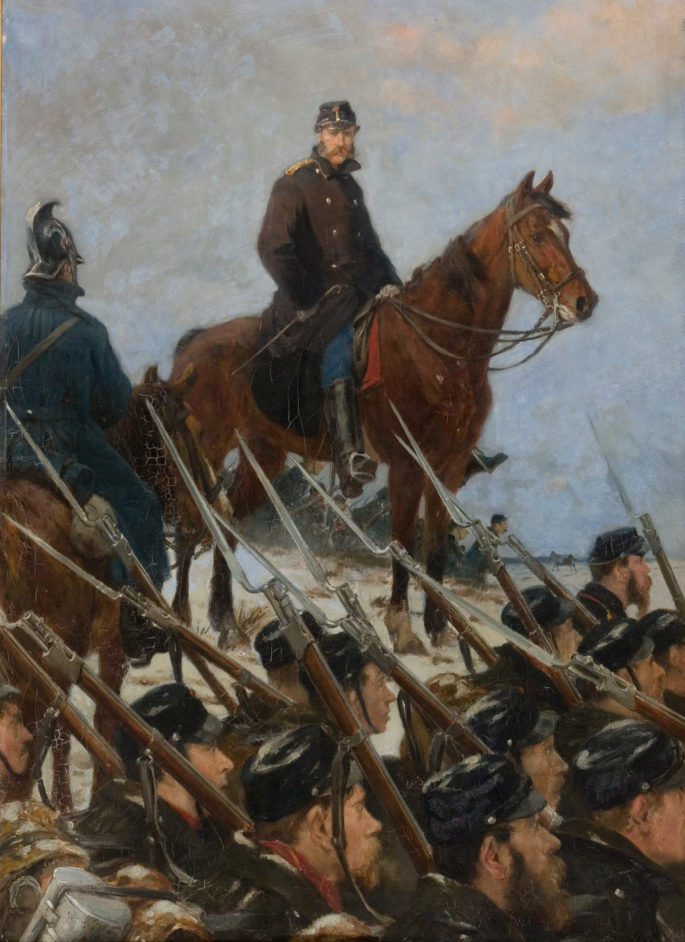
Oberst Max Müller in der Schlacht von Sankelmark So den 6. Februar 1864, 1886, (Ribe Kunstmuseum).
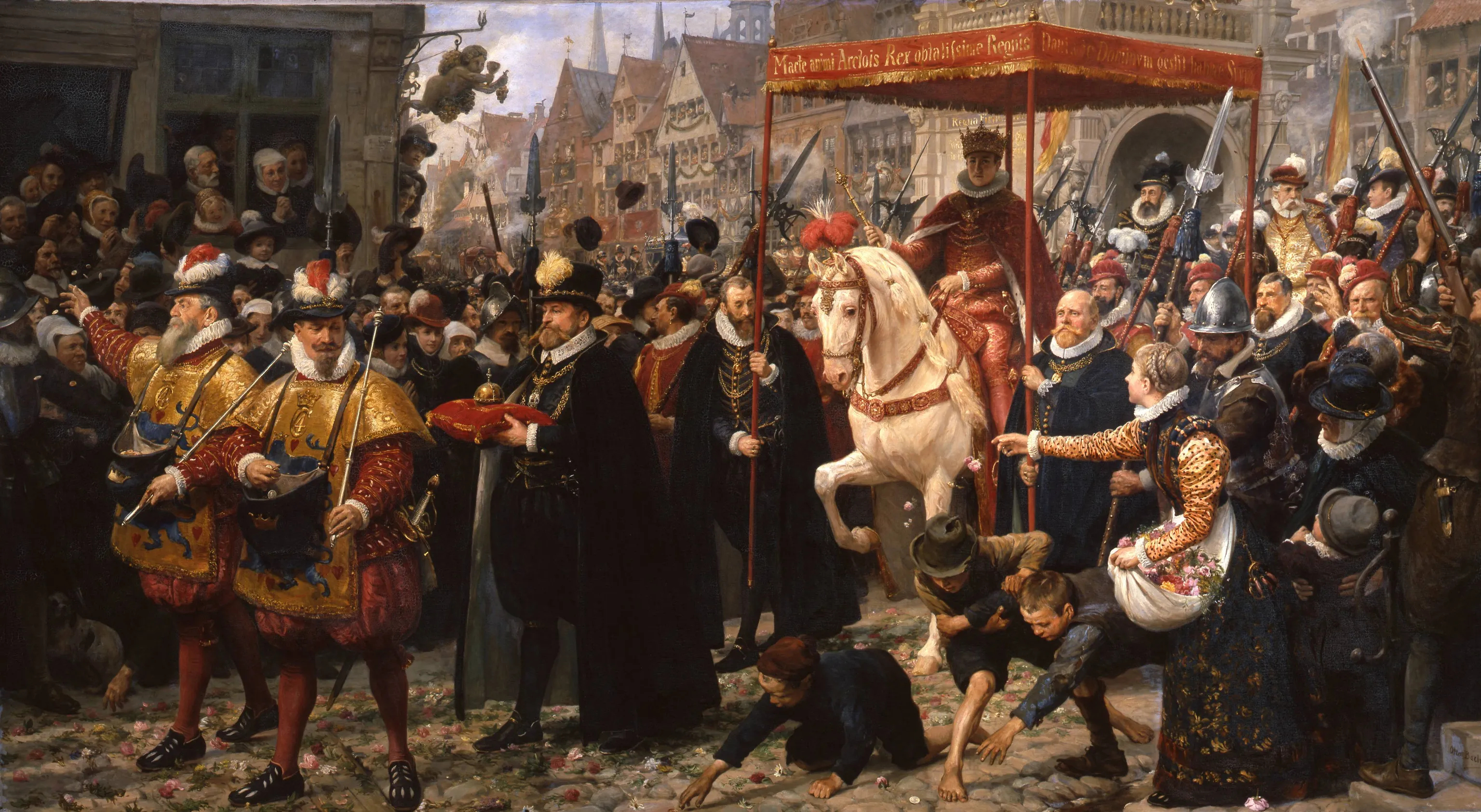
Christian IV. Krönungszug 1596, 1887, (Nationalhistorisches Museum Frederiksborg).
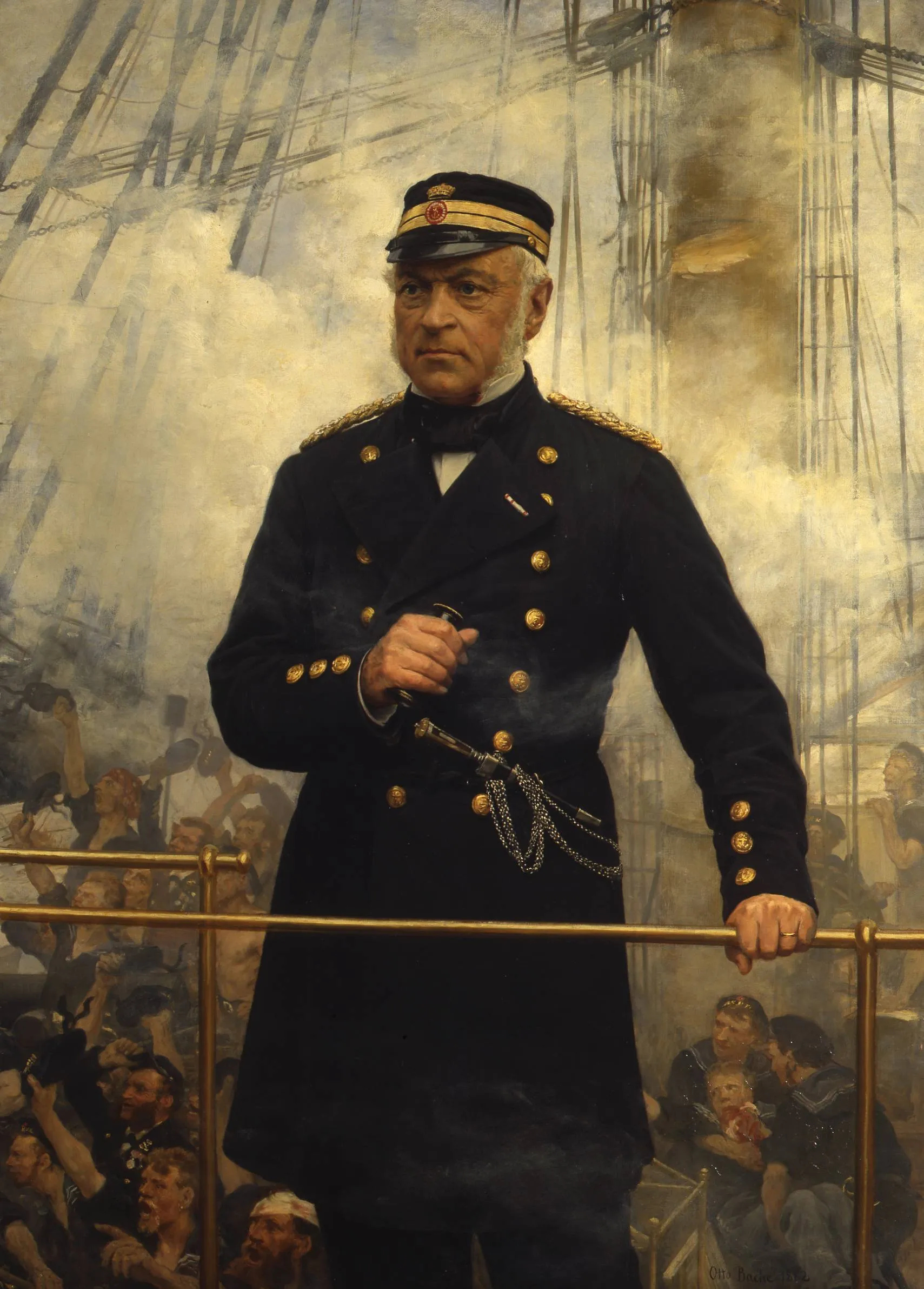
Vizeadmiral Edouard Suenson (Seetreffen bei Helgoland, 1864), 1907.